# Qihong
Qihong är en socken i östra Kina. Den ligger i Qimen härad i staden Huangshan i provinsen Anhui, omkring 240 kilometer söder om provinshuvudstaden Hefei. Antalet invånare är 3 429. Befolkningen består av 1 684 kvinnor och 1 745 män. Barn under 15 år utgör 13,0 %, vuxna 15-64 år 70 %, och äldre över 65 år 15,0 %.